# Curved Air
Curved Air é uma banda britânica pioneira do rock progressivo formada em 1970.

## História
O Curved Air foi fundado em 1969 por Francis Monkman (teclado e guitarra), Darryl Way (violino e vocal), Sonja Kristina Linwood (vocal), Florian Pilkington-Miksa (bateria) e Rob Martin (baixo). O grupo surgiu da banda Sisyphus, e foi nomeada por Monkman como referência à obra A Rainbow in Curved Air, do compositor contemporâneo Terry Riley.
A formação sofreu várias modificações, com Ian Eyre tomando o lugar do baixo no segundo álbum e Mike Wedgwood no terceiro. Outros membros incluem Eddie Jobson (posteriormente no UK (banda), Roxy Music, Frank Zappa e Jethro Tull), Stewart Copeland (The Police) e Tony Reeves (ex-Greenslade, Colosseum e John Mayall). Somente Sonja Kristina restou como membro original da banda. Monkman, posteriormente saiu da banda para tocar com John Williams na banda Sky.
Os músicos originaram-se de diferentes escolas musicais, variando da música erudita, música folk e música eletrônica, resultando em uma mistura de rock progressivo, folk rock e fusion no som da banda.
O primeiro álbum foi lançado em 1970. Air Conditioning alcançou a oitava posição nas paradas do Reino Unido. Em 1976 a banda gravou seu último álbum e acabou se dividindo. Periodicamente a banda ainda reune-se em sua formação original para concertos, que resultou em 1990 no lançamento do álbum ao vivo Lovechild, que foi gravado em 1973.

## Discografia

### LPs
- Airconditioning (1970, incluindo a obra Vivaldi)
- Second Album (1971, incluindo o maior hit da banda, Back Street Luv)
- Phantasmagoria (1972)
- Air Cut (1973)
- Live (1975)
- Midnight Wire (1975)
- Airborne (1976)
- Lovechild (gravado em 1973, lançado em 1990)
- Live At The BBC (1995)
- Alive, 1990 (2000)
- North Star (2014)

### Singles
- It Happened Today/Vivaldi/What Happens When You Blow Yourself Up (1971)
- Back Street Luv/Everdance (1971)
- Sarah's Concern/Phantasmagoria (1972)
- Desiree/Kids to Blame (1976)
- Baby Please Don't Go/Broken Lady (1976)
- Renegade/We're Only Human (1984)

## Integrantes
- Sonja Kristina
- Darryl Way
- Francis Monkman
- Florian Pilkington-Miksa
- Rob Martin
- Ian Eyre
- Mike Wedgwood
- Eddie Jobson
- Kirby Gregory
- Jim Russell
- Phil Kohn
- Stewart Copeland
- Mick Jacques
- Tony Reeves
- Alex Richman